# Cyril Wong
Cyril Wong (Singapore, 27 giugno 1977) è uno scrittore singaporiano.

## Biografia
Ha studiato nella St Patrick's School, nella Temasek Junior College e nella National University of Singapore.
I suoi poemi sono pubblicati in pubblicazioni (Atlanta Review, Fulcrum 3, Poetry International, Dimsum, Poetry New Zealand, Wascana Review, Asia Literary Review, etc)  , canzoni e pellicole varie. È controtenore e vive in Singapore con il suo ragazzo ed il cantante Wilson Goh.

## Opere
- Excess Baggage and Claim, con Terry Jaensch (Transit Lounge, 2007) ISBN 9780975022856
- Like A Seed With Its Singular Purpose (Firstfruits, 2006) ISBN 9810559305
- Unmarked Treasure (Firstfruits, 2004) ISBN 981050408X
- Below: Absence (Firstfruits, 2002) ISBN 9810475926
- The End of His Orbit (Firstfruits, 2001) ISBN 9810443293
- Squatting Quietly (Firstfruits, 2000) ISBN 981042826X

## Premi
- Singapore Literature Prize (2006)
- National Arts Council's Young Artist Award (Singapore, 2005)
- Golden Point Award (Singapore, 2004)
- Potent Prose Ax Prize (USA, 2002)